# 페르디어드 막 다만

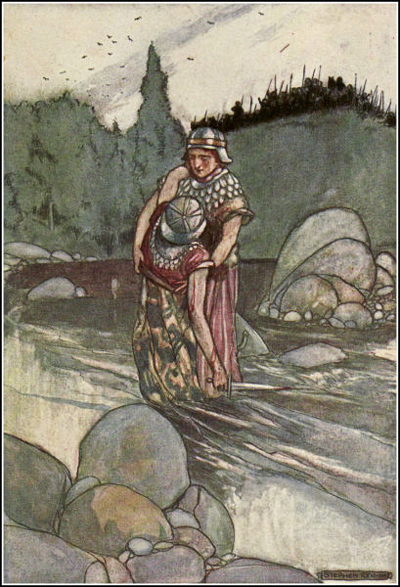
쿠 훌린의 손에 쓰러진 페르디어드.

페르디어드 막 다만(아일랜드어: Ferdiad, Fer Diad, Ferdia, Fear Diadh mac Damán)는 아일랜드 신화의 얼스터 대계에 등장하는 코나크타의 전사이다. 알바의 여전사 스카하크 밑에서 쿠 훌린과 함께 동문수학한 친우이다. 쿠얼러의 소몰이 때 페르디어드는 친우이자 의형제인 쿠 훌린과 적이 되어 싸우게 된다. 두 사람의 싸움 실력은 대등했으나, 두 가지 차이점이 있었다. 스카하크가 쿠 훌린에게만 그 사용법을 가르쳐 준 필살의 창 게 볼그가 첫째이고, 둘째는 어떠한 무기도 뚫을 수 없는 페르디어드의 각질 피부였다.

## 같이 보기
- 신체관통형